# Harrinson Mancilla
Harrinson Mancilla Mulato (Puerto Tejada, Cauca, Colombia; 22 de diciembre de 1991) es un futbolista colombiano. Juega de centrocampista en el Águilas Doradas de la Categoría Primera A.

## Estadísticas
| Club                         | Div.          | Temporada     | Liga  | Liga  | Copa Nacional | Copa Nacional | Copa Internacional | Copa Internacional | Total | Total |
| Club                         | Div.          | Temporada     | Part. | Goles | Part.         | Goles         | Part.              | Goles              | Part. | Goles |
| ---------------------------- | ------------- | ------------- | ----- | ----- | ------------- | ------------- | ------------------ | ------------------ | ----- | ----- |
| Tigres · Colombia            | 2ª            | 2012          | 12    | 0     | 0             | 0             | —                  | —                  | 12    | 0     |
| Tigres · Colombia            | 2ª            | 2013          | 27    | 0     | 5             | 0             | —                  | —                  | 32    | 0     |
| Tigres · Colombia            | 2ª            | 2014          | 30    | 0     | 7             | 0             | —                  | —                  | 37    | 0     |
| Tigres · Colombia            | 2ª            | 2015          | 24    | 1     | 5             | 0             | —                  | —                  | 29    | 1     |
| Tigres · Colombia            | 2ª            | 2016          | 37    | 0     | 3             | 0             | —                  | —                  | 40    | 0     |
| Tigres · Colombia            | 1ª            | 2017          | 33    | 0     | 1             | 0             | —                  | —                  | 34    | 0     |
| Tigres · Colombia            | Total club    | Total club    | 163   | 1     | 21            | 0             | 0                  | 0                  | 184   | 1     |
| Cúcuta Deportivo · Colombia  | 1ª            | 2018          | 30    | 0     | 3             | 0             | —                  | —                  | 33    | 0     |
| Cúcuta Deportivo · Colombia  | 1ª            | 2019          | 41    | 0     | 1             | 0             | —                  | —                  | 42    | 0     |
| Cúcuta Deportivo · Colombia  | Total club    | Total club    | 71    | 0     | 4             | 0             | 0                  | 0                  | 75    | 0     |
| Gimnasia y Esgrima Argentina | 1ª            | 2019-20       | 7     | 0     | 1             | 0             | —                  | —                  | 8     | 0     |
| Gimnasia y Esgrima Argentina | 1ª            | 2020          | 0     | 0     | 11            | 0             | —                  | —                  | 11    | 0     |
| Gimnasia y Esgrima Argentina | 1ª            | 2021          | 14    | 0     | 9             | 0             | ---                | ---                | 23    | 0     |
| Gimnasia y Esgrima Argentina | Total club    | Total club    | 21    | 0     | 29            | 0             | 0                  | 0                  | 19    | 0     |
| Sarmiento (Junín) Argentina  | 1ª            | 2022          | 4     | 0     | 10            | 1             | ---                | ---                | 14    | 1     |
| Total carrera                | Total carrera | Total carrera | 245   | 1     | 64            | 1             | 0                  | 0                  | 292   | 2     |

## Palmarés

### Campeonatos nacionales
| Título    | Club             | País     | Año  |
| --------- | ---------------- | -------- | ---- |
| Primera B | Cúcuta Deportivo | Colombia | 2018 |